# Kynisme
Kynisme (fra græsk Kυνισμός, beslægtet med kyon = hund) er en filosofi, der med Sokrates som udgangspunkt hævder at menneskets lykke ikke beror på noget ydre, men på en indre frihed baseret på et liv i dyd. Kynikerne mente med Sokrates, at lever man i dyd, er man lykkelig. De flyttede dermed de gamle grækeres politiske ideal over i folks personlige moral.  Betegnelsen stammer fra en græsk filosofisk skole, der blev grundlagt af Antisthenes fra Athen. Men især gjort kendt igennem aforismerne om Diogenes i tønden. Tanker og udtryk fra kynikernes forkyndelse lever videre i vore dages kristne prædiken; og deres livsstil, med fattigdom og nøjsomhed som idealet, har sat sig præg på munkevæsnet, især tiggermunke som franciskanerne. De regnes som forløbere for stoicismen. 
Antikkens kynikere stavedes tidligere Cyniker på både dansk og tysk. På tysk adskiller man i dag forskellen på antik og moderne kynisme i stavemåden zynismus om sidstnævnte. Forskellen er på dansk fremhævet med Neologismen "kynicisme" hos filosofihistorikeren Ulrik Huusom, der konsekvent anvender den om moderne kynikere i Værensfilosofiske kilder.

## Den moderne kynisme
"Kynisme" i dag benyttes i betydningen "holdning præget af foragt for den menneskelige natur og ligegyldighed over for andres ulykke". 
Peter Sloterdijk fremsatte i 1983 den tese, at kynisme (i den moderne betydning af ordet: stavet 'zynismus' på tysk) dominerer Vestens tænkemåde i 1900-tallet. 